# Koolasuchus
 Koolasuchus  (griechisch „Kools Krokodil“) ist eine Gattung der ausgestorbenen Temnospondyli aus der Unterkreide von Australien. Er ist der letzte bekannte Vertreter dieser artenreichen und weltweit verbreiteten Gruppe, dessen jüngster Fossilnachweis 112,6 Millionen Jahre alt ist. Die einzige wissenschaftlich bekannte Art ist Koolasuchus cleelandi. Der Typus NMV P186213 stammt von der Typlokalität Rowells Beach, die zur Eumeralla-Formation gehört und durch Sandstein gekennzeichnet ist, der sich aus Süßwasser-Ablagerungen gebildet hat.
Koolasuchus erreichte eine Gesamtlänge von etwa fünf Metern. Der Kopf war flach und etwa einen halben Meter lang, damit war er im Verhältnis zum übrigen schlanken Körper sehr groß. Die Augen befanden sich auf der Oberseite des Kopfes. Seine Beine waren nur schwach ausgebildet, deshalb konnte er sich an Land nicht gut fortbewegen. Die großen, gekrümmten Zähne lassen vermuten, dass Koolasuchus ein Fleischfresser war. Die ersten Fossilien wurden 1989 in Südaustralien in der Fundstelle „Dinosaur Cove“ entdeckt.
Sein Erscheinen in der erfolgreichen Dokumentarserie Dinosaurier – Im Reich der Giganten (englisch Walking with Dinosaurs) hat ihn einem größeren Personenkreis bekannt gemacht.